# Björntjärnen (Bollnäs socken, Hälsingland, 681988-154718)
Björntjärnen är en sjö i Bollnäs kommun i Hälsingland och ingår i Norralaåns huvudavrinningsområde.